# Буки (річка)
Бу́ки — річка в Україні, у Маловисківському і Новоукраїнському районах Кіровоградської області. Права притока Плетеного Ташлику (басейн Південного Бугу).

## Опис
Довжина 12 км, похил річки 3,2 м/км. Площа басейну 147 км².
Формується з багатьох безіменних струмків та притоки Дубівка.

## Розташування
Бере початок на південному сході від села Хмельового (колишнє містечко Хмельове). Тече переважно на південний схід через село Прохорову Балку і на сході від Петрівки впадає у річку Плетений Ташлик, праву притоку Чорного Ташлику.